# Austrotaxus spicata
Austrotaxus spicata – gatunek niewielkiego drzewa z monotypowego rodzaju Austrotaxus Compt. z rodziny cisowatych (Taxaceae). Jest jednym z endemitów Nowej Kaledonii. Rośnie w lasach na wysokościach od 500 do 1350 m n.p.m. w  centralnej i północno-wschodniej części wyspy.

## Morfologia
PokrójDrzewo o wysokości od 3 do 25 m z gęstą koroną. Pień okryty włóknistą czerwono-brązową korą.
LiścieSkrętoległe, wąskolancetowate, skórzaste, na brzegu podwinięte, osadzone na krótkim ogonku. Mają od 5 do 10 cm długości i 3,5-5 mm szerokości. Na szczycie są zaostrzone. Od góry ciemnozielone, z wyraźną, centralną wiązką przewodzącą, od spodu wystającą.
Organy generatywneZebrane w rozdzielnopłciowe strobile. Męskie mają postać gęstych kłosów o długości do 15 mm wyrastających na okrytych łuskami szypułach i zawierających od 12 do 18 płodnych mikrosporofili. Na każdym znajduje się od 2 do 4 woreczków pyłkowych. Strobile żeńskie są owalne i wyrastają pojedynczo na dolnej stronie gałązek na pokrytych łuskami szypułach. Zawierają pojedyncze, bezskrzydełkowe nasiono o długości do 12 mm i szerokości do 6-7 mm, otoczone mięsistą, pomarańczową osnówką.